# Ligue 1 2002-2003
La Ligue 1 2002-2003 è stata la 65ª edizione della massima serie del campionato francese di calcio, la prima sotto il nome Ligue 1, disputata tra il 2 agosto 2002 e il 24 maggio 2003 e concluso con la vittoria del Olympique Lione, al suo secondo titolo.
Capocannoniere del torneo è stato Shabani Nonda (Monaco), con 26 reti.

## Stagione

### Novità
A sostituire Metz e Lorient, retrocesse nella stagione precedente, sono Ajaccio, Strasburgo, Nizza e Le Havre; così, oltre al cambio di denominazione, il numero di squadre passa da 18 a 20.

## Classifica finale
|  | Pos. | Squadra             | Pt | G  | V  | N  | P  | GF | GS | DR  |
|  | ---- | ------------------- | -- | -- | -- | -- | -- | -- | -- | --- |
|  | 1.   | Olympique Lione     | 68 | 38 | 19 | 11 | 8  | 63 | 41 | +22 |
|  | 2.   | Monaco              | 67 | 38 | 19 | 10 | 9  | 66 | 33 | +33 |
|  | 3.   | Olympique Marsiglia | 65 | 38 | 19 | 8  | 11 | 41 | 36 | +5  |
|  | 4.   | Bordeaux            | 64 | 38 | 18 | 10 | 10 | 57 | 36 | +21 |
|  | 5.   | Sochaux             | 64 | 38 | 17 | 13 | 8  | 46 | 31 | +15 |
|  | 6.   | Auxerre             | 64 | 38 | 18 | 10 | 10 | 38 | 29 | +9  |
|  | 7.   | Guingamp            | 62 | 38 | 19 | 5  | 14 | 59 | 46 | +13 |
|  | 8.   | Lens                | 57 | 38 | 14 | 15 | 9  | 43 | 31 | +12 |
|  | 9.   | Nantes              | 56 | 38 | 16 | 8  | 14 | 37 | 39 | -2  |
|  | 10.  | Nizza               | 55 | 38 | 13 | 16 | 9  | 39 | 31 | +8  |
|  | 11.  | Paris Saint-Germain | 54 | 38 | 14 | 12 | 12 | 47 | 36 | +11 |
|  | 12.  | Bastia              | 47 | 38 | 12 | 11 | 15 | 40 | 48 | -8  |
|  | 13.  | Strasburgo          | 45 | 38 | 11 | 12 | 15 | 40 | 54 | -14 |
|  | 14.  | Lilla               | 42 | 38 | 10 | 12 | 16 | 29 | 44 | -15 |
|  | 15.  | Rennes              | 40 | 38 | 10 | 10 | 18 | 35 | 45 | -10 |
|  | 16.  | Montpellier         | 40 | 38 | 10 | 10 | 18 | 37 | 54 | -17 |
|  | 17.  | Ajaccio             | 39 | 38 | 9  | 12 | 17 | 29 | 49 | -20 |
|  | 18.  | Le Havre            | 38 | 38 | 10 | 8  | 20 | 27 | 47 | -20 |
|  | 19.  | Sedan               | 36 | 38 | 9  | 9  | 20 | 41 | 59 | -18 |
|  | 20.  | Troyes              | 31 | 38 | 7  | 10 | 21 | 23 | 48 | -25 |

Legenda:
      Campione di Francia e ammessa alla fase a gironi della  UEFA Champions League 2003-2004
      Ammessa alla fase a gironi della UEFA Champions League 2003-2004
      Ammessa al terzo turno di qualificazione della UEFA Champions League 2003-2004
      Ammesse al primo turno della Coppa UEFA 2003-2004
      Ammessa al terzo turno preliminare della Coppa Intertoto 2003
      Ammesse al secondo turno preliminare della Coppa Intertoto 2003
      Retrocesse in Division 2 2003-2004.
Note:
Tre punti a vittoria, uno a pareggio, zero a sconfitta.
In caso di arrivo di due o più squadre a pari punti, la graduatoria verrà stilata secondo la classifica avulsa tra le squadre interessate che prevede, in ordine, i seguenti criteri:
- Migliore differenza reti generale
- Maggior numero di reti realizzate in generale
- Migliore differenza reti negli scontri diretti
- Miglior piazzamento nel Classement du fair-play (un punto per calciatore ammonito; tre punti per calciatore espulso).

## Statistiche

### Squadre

#### Primati stagionali
Squadre
- Maggior numero di vittorie: Olympique Lione, Monaco (19)
- Minor numero di sconfitte: Olympique Lione, Sochaux (6)
- Migliore attacco: Monaco (66)
- Miglior difesa: Auxerre (29)
- Miglior differenza reti: Olympique Lione (+30)
- Maggior numero di pareggi: Nizza (16)
- Minor numero di pareggi: Guingamp (5)
- Maggior numero di sconfitte: Troyes (21)
- Minor numero di vittorie: Troyes (7)
- Peggior attacco: Troyes (23)
- Peggior difesa: Sedan (59)
- Peggior differenza reti: Guingamp (-23)

### Individuali

#### Classifica marcatori
| Gol |  |  | Giocatore               | Squadra         |
| --- |  |  | ----------------------- | --------------- |
| 26  |  |  | Shabani Nonda           | Monaco          |
| 23  |  |  | Pauleta                 | Bordeaux        |
| 17  |  |  | Didier Drogba           | Guingamp        |
| 14  |  |  | Djibril Cissé           | Auxerre         |
| 14  |  |  | Henri Camara            | Sedan           |
| 13  |  |  | Juninho                 | Olympique Lione |
| 12  |  |  | Sonny Anderson          | Olympique Lione |
| 12  |  |  | Dado Pršo               | Monaco          |
| 12  |  |  | Kaba Diawara            | Nizza           |
| 12  |  |  | Antoine Sibierski       | Lens            |
| 11  |  |  | Jean-Claude Darcheville | Bordeaux        |
| 11  |  |  | Ludovic Giuly           | Monaco          |
| 11  |  |  | Péguy Luyindula         | Olympique Lione |